# تئوفیلو کوبیلاس
تئوفیلو خوان کوبیلاس آریزاگا (تلفظ اسپانیایی: [teˈofilo kuˈβiʎas]؛ زادهٔ ۸ مارس ۱۹۴۹) یک فوتبالیست سابق پرویی است که در پست هافبک تهاجمی بازی می کرد. او در نظرسنجی IFFHS به عنوان بهترین بازیکن تاریخ پرو انتخاب شد، که در آن در بین 50 بازیکن برتر جهان نیز قرار گرفت. او به دلیل تکنیک، توانایی دقت شوت بالا و توانایی ضربه آزاد مشهور بود. او با نام مستعار ال ننه (کودک)، بخشی از تیم ملی پرو بود که در سال 1975 کوپا آمریکا را برد. او به پرو کمک کرد تا در جام جهانی فوتبال ۱۹۷۰ به مرحله یک چهارم نهایی و دوباره در جام جهانی ۱۹۷۸ برسد و در سال ۱۹۷۲ به عنوان بهترین بازیکن سال آمریکای جنوبی انتخاب شد. در سال 2004، پله، کوبیلاس را به عنوان یکی از FIFA 100، فهرستی از 125 نفر از بزرگان فوتبال انتخاب کرد. در فوریه 2008، برای جشن پنجاهمین سالگرد اولین قهرمانی برزیل در جام جهانی، او در تیم ستاره اول آمریکای جنوبی در 50 سال گذشته انتخاب شد. کوبیلاس یکی از تنها سه بازیکنی است که پنج گل یا بیشتر در دو جام جهانی مختلف به ثمر رسانده است، دو نفر دیگر میروسلاو کلوزه و توماس مولر هستند.

## تیم ملی
کوبیلاس در سه جام جهانی بین سال های 1970 تا 1982 بازی کرد.